# Lex Iulia de adulteriis coercendis
Die lex Iulia de adulteriis coercendis war ein augusteisches Strafgesetz. Gegenstand der Regelungen waren Ehebruch (adulterium) und Unzucht in Form der gewaltfreien Schändung (stuprum). Bestraft wurde nicht nur der männliche Täter, sondern auch der Anstifter als Tatbeteiligter. Der Tatbeteiligte musste allerdings arglistig, mit dolus malus handeln, um bestraft werden zu können. Mit Gewalt verbundene Unzucht, wie Vergewaltigungen, wurden vom Straftatbestand der lex Iulia de vi publica et privata erfasst. In der Forschung wird strittig diskutiert, ob Inzest analog behandelt wurde, was heute mehrheitlich angenommen wird.
Eine Ehebrecherin durfte getötet werden, wenn sie von ihrem Ehemann oder Vater erwischt wurde (ius occidendi iure patris vel mariti), dies allerdings nur, wenn sie noch der patria potestas unterworfen war. Mit der Verurteilung ging einher, dass Teile des Vermögens eingezogen und die Ehebrecher auf je verschiedene Inseln verbannt wurden. Wegen Ehebruchs verurteilte Frauen gingen ihrer Rechte verlustig, wieder zu heiraten oder testamentarisch zu verfügen. Soldaten wurden unehrenhaft aus der Armee entlassen.